# T. C. Jones
Thomas Craig "T. C." Jones (Scranton, Pensilvania; 26 de octubre de 1920 – Duarte, California; 25 de septiembre de 1971) fue un actor, transformista y bailarín estadounidense que desde mediados de los años 1940 hasta finales de los años 1960 actuó en teatros, clubes nocturnos, películas, y programas televisivos. Fue conocido principalmente en la industria del entretenimiento por sus imitaciones de muchas actrices famosas y otras mujeres, incluyendo Tallulah Bankhead, Mae West, Judy Garland, Katharine Hepburn, Bette Davis, Édith Piaf, y Carmen Miranda. En 1959, la revista estadounidense Time describió a Jones como "probablemente el mejor imitador femenino desde el fallecido famoso en el vodevil Julian Eltinge".

## Primeros años
T. C. Jones nació en 1920 en Scranton, Pensilvania. Con anterioridad a su carrera en el espectáculo, ingresó en el Bethany College en Virginia Occidental para estudiar en el ministerio campbellita, pero a medio camino se sintió atraído por la actuación después de pasar un verano actuando en una compañía de teatro de repertorio. Aquella experiencia le convenció de dejar Bethany y regresar a Pensilvania para entrar en la escuela de teatro de la Universidad Carnegie Mellon en Pittsburgh. Pronto, con el estallido de Segunda Guerra Mundial, Jones se unió a la Armada de los Estados Unidos y sirvió como ayudante de farmacia en hospitales navales en Filadelfia y en Jacksonville, Florida.

## Carrera profesional
Después de ser dado de baja del servicio naval, Jones se mudó a Nueva York en el otoño de 1943. Consiguió un trabajo como "chico de coro" en Broadway en el musical de Willie Howard My Dear Public antes de obtener partes más sustanciales en las producciones Jackpot y Sadie Thompson. Durante los momentos en que no estaba participando en obras, Jones servía como asistente de director de escena, un puesto que le proporcionó muchas oportunidades de observar y estudiar de cerca los patrones de habla, los gestos y elecciones de vestuario de una variedad de actrices. Pronto empezó a imitar a aquellas intérpretes impresionando a sus colegas de teatro con su talento para la mímica, tanto que le animaron a mostrar aquellas capacidades ante la audiencia. En 1946 Jones empezó a trabajar profesionalmente en Nueva York como imitador femenino, primero con el Provincetown Players en Greenwich Village. Lanzado como "Fat Fanny", realizó sus primeras personificaciones en la producción de Players de la obra de E. E. Cummings Him. La reacción del público fue tan positiva que llevó a Jones a desarrollar un acto de cabaret para presentar a sus personajes femeninos.
Jones luego se mudó a la Jewel Box Revue en Miami, donde presentó y refinó sus imitaciones de estrellas como Tallulah Bankhead, Katharine Hepburn, Édith Piaf, Claudette Colbert, y Bette Davis. Las actuaciones de Jones, especialmente su retrato de Bankhead, atrajo la atención del productor teatral Leonard Sillman, que le lanzó en New Faces of 1956, una revista dirigida por Paul Lynde. A pesar de que algunas personas aconsejaron encarecidamente a Sillman no lanzar a Jones, el productor declaró, "nunca pienso en T.C. como imitador femenino, como un hombre que imita una mujer. T.C. sobre el escenario es sencillamente una extraordinariamente talentosa mujer." Jones en la revista entraba al escenario bajando una escalera cantando "Isn't She Lovely" y, caracterizado como Bankhead, actuaba como maestra de ceremonias. El espectáculo resultó ser un éxito, permaneciendo en cartelera 220 actuaciones. Al año siguiente Jones protagonizó Mask and Gown, otra revista de Broadway. Después realizó una gira con Mask and Gown nacionalmente e internacionalmente, pero no triunfó.
Desde mediados de los años 1950 aparecía en producciones teatrales regionales, como The Man Who Came to Dinner. También actuó en el circuito de clubes nocturnos, actuó en las salas de los principales hoteles de Las Vegas, y grabó dos álbumes: la grabación del reparto original de Mask and Gown (1958) y T. C. Jones – Himself! (No publicado hasta 1961). Jones grabó también un álbum con el reparto original de New Faces of 1956 (1956), y lanzó el sencillo "Champagne Cocktails" b/w "Sunless Sunday" (1957). En televisión, después de actuar dos veces en The Ed Sullivan Show, fue elegido en varias series televisivas en los años 1960. Interpretó a la psicótica asesina en serie la enfermera Betty Ames en el episodio "An Unlocked Window" de la serie The Alfred Hitchcock Hour que ganó el Premio Edgar en 1965, así como un papel similar en "Night of the Running Death", un episodio de 1967 de la serie The Wild Wild West. Jones actuó también en varias películas de Hollywood en aquel periodo. Aparece en 1963 en un papel masculino con Jayne Mansfield en la comedia erótica Promises! Promises!, en el papel de Henry con Mamie Van Doren en la comedia de 1964 3 Nuts in Search of a Bolt, y en papeles duales masculino/femenino como el Señor y la Señora Ace en el musical satírico de The Monkees de 1968 Head.
A pesar de su trabajo adicional en películas y televisión, Jones continuó actuando regularmente en teatros y clubes nocturnos. El Los Ángeles Times, por ejemplo, anunció en su edición del 6 de agosto de 1965: "Armario y pelucas valorados en más de 100,000 dólares serán llevados por T. C. Jones, imitador femenino, cuando abra el martes su unipersonal revista, 'That Was No Lady' en el Ivar Teatre."

## Vida personal y muerte
En los años 1950 se casó con Connie S. Dickson, una antigua actriz y esgrimista competitiva, propietaria de una cadena de salones de belleza en San Francisco. Ella, de hecho, conoció a Jones por primera vez cuando entró en uno de sus salones en busca de una nueva peluca para sus actuaciones. La pareja mantuvo una casa en San Francisco durante muchos años, que compartían con hasta 19 gatos siameses. Más tarde se trasladaron a Covina, al este de Los Ángeles, donde  residían en el momento de la muerte de T.C.
En septiembre de 1971, después de recibir tratamiento por un cáncer durante dos años, Jones falleció a los 50 años en el City of Hope Medical Center en Duarte, California. Fue sobrevivido por su esposa Connie y enterrado en el Rose Hills Memorial Park en Whittier, California. Tres años después de su muerte, escribiendo para Newhouse News Service, el corresponsal y crítico teatral William A. Raidy reflejó el talento del artista y compartió una experiencia personal que subrayaba lo efectivo y convincente que fue Jones en sus actuaciones:

"Recuerdo estar entre el público durante una matiné de New Faces of 1956 en Boston. Jones había hecho imitaciones salvajes pero divertidas de Bette Davis y Tallulah Bankhead. Las dos ancianas matronas de Back Bay que estaban a mi lado disfrutaban inmensamente de sus rutinas, pero no tenían ni idea de su verdadero género. Al final del espectáculo salió T.C. y, como era la tradición en esos días, se quitó la peluca de mujer, luciendo una calva muy reluciente. Una de las damas exclamó, "Oh, la pobre vieja está calva".